# 2010 год в литературе

## События
- В Нью-Йорке учреждена международная литературная премия им. О. Генри «Дары волхвов».
- В России основано издательство «Снежный Ком М».
- В Новой Зеландии учреждена литературная Премия Найо Марш.

### Мероприятия
- 1 марта — объявлен Длинный список литературной премии «Национальный бестселлер».
- 18−21 марта — Лейпцигская книжная выставка (нем. Leipziger Buchmesse).
- 12 апреля — объявлены лауреаты V международного литературного конкурса «Русская Премия» (присуждаемой прозаикам и поэтам, пишущим на русском языке и проживающим за рубежом).
- 15 апреля — объявлен «Длинный список» российской национальной премии «Большая книга».
- 19−21 апреля — Лондонская книжная ярмарка («The London Book Fair 2010»[англ.]).
- 19−25 апреля — в Лондоне прошёл Фестиваль русской литературы SLOVO.
- 22 апреля — Большое жюри литературной премии «Национальный бестселлер» опубликовало Короткий список.
- 19 мая — на традиционном Литературном обеде объявлен Список финалистов российской национальной премии «Большая книга».
- 19−21 мая — XXVII Европейско-Азиатский фестиваль фантастики «Аэлита» (Екатеринбург).
- 26−27 мая — Американская книжная ярмарка «The BookExpo America[англ.]».
- 11−14 июня — в Москве в ЦДХ состоялся V Международный открытый книжный фестиваль.
- 1 июля — на пресс-конференции в гостинице «Золотое Кольцо» объявлен «длинный список» премии «Русский Букер»−2010.
- 12−22 августа — Международное книжное биеннале в Сан-Паулу («21st Bienal Internacional do Livro de São Paulo»[порт.]).
- 1−6 сентября — XXIII Московская международная книжная выставка-ярмарка (в ВВЦ).
- 5 октября — в Союзе писателей России прошла церемония вручения Международной литературной премии имени Сергея Есенина «О Русь, взмахни крылами…».
- 6 октября — объявлены финалисты премии «Русский Букер»−2010.
- 6−10 октября — Франкфуртская книжная ярмарка.
- 3−7 ноября — IV Красноярская ярмарка книжной культуры (КрЯКК)[1].
- 23 ноября — названы лауреаты пятого сезона премии «Большая книга».
- 1−5 декабря — Международная ярмарка интеллектуальной литературы «non/fictio№ 12».

## Премии

### Международные
- Нобелевская премия по литературе —  Марио Варгас Льоса, «за изображение структуры власти и яркие картины человеческого сопротивления, восстания и поражения»[2][3].
- Дублинская литературная премия — Гербранд Баккер, «Близнец» (англ. The Twin).
- Премия Виленицы — Джевад Карахасан.
- Премия Агаты — Луиза Пенни, «Хороните своих мертвецов» (англ. Bury Your Dead).
- Премия Франца Кафки — Вацлав Гавел.
- Нейштадтская литературная премия — До До[4].
- Премия мира немецких книготорговцев — Давид Гроссман.
- Международная премия Ибсена — Джон Фосс[5].
- АБС-премия:
  - номинация «Художественная проза» — Михаил Успенский, «Райская машина».
  - номинация «Критика и публицистика» — Николай Романецкий, «Тринадцать мнений о нашем пути» (сборник интервью).
- Премия «Хьюго» за лучший роман:

1. Паоло Бачигалупи, «Заводная» (англ. The Windup Girl);
2. Чайна Мьевиль, «Город и Город» (англ. The City & the City)[6].

- Премия «Хьюго» за лучшую короткую повесть — Питер Уоттс, «Остров» (англ. The Island)[6].
- Премия «Хьюго» за лучшую повесть — Чарльз Стросс, «Палимпсест» (англ. Palimpsest)[6].
- Премия «Хьюго» за лучший рассказ — Уилл Макинтош, «Невеста из морозильника» (англ. Bridesicle)[6].
- Премия имени О. Генри «Дары волхвов»:
  - Первая премия — Александр Хургин, рассказ «Крыша»;
  - Вторая премия — Александр Карасёв, рассказ «Серёжки»;
  - Третья премия —  Екатерина Донец, рассказ «Стрелочник» и Юлия Юсупова, рассказ «Счастье».
- Международная детская литературная премия имени В. П. Крапивина:
  - Юрий Лигун (Украина, Днепропетровск) — за сборник рассказов «Карасёнки-поросёнки»;
  - Юлия Лавряшина (Россия, Москва) — за повесть «Улитка в тарелке»;
  - Елена Ракитина (Россия, Санкт-Петербург) — за сборник рассказов «Похититель домофонов»;
  - Роман Федин (Россия, Тула) — за рассказ «Один день Ивана Денисовича»[7][8].

### Австрия
- Австрийская государственная премия по европейской литературе — Пауль Низон[9].
- Премия Эриха Фрида — Терезия Мора.

### Великобритания
- Букеровская премия — Говард Джейкобсон, «Проблема Финклера» (англ. The Finkler Question)[10].
- Премия Сомерсета Моэма:

1. Хелен Ойейеми, «Белый — цвет колдовства» (англ. White is for Witching);
2. Джейкоб Полли, «Разговор о городе» (англ. Talk of the Town);
3. Бен Вилсон, «Какая цена свободы?» (англ. What Price Liberty?).

- Женская премия за художественную литературу — Барбара Кингсолвер, «Лакуна» (англ. The Lacuna)[11].

### Германия
- Премия Георга Бюхнера — Райнхард Йиргль.
- Бременская литературная премия — Клеменс Сетц, «Die Frequenzen».
- Премия Гёте — не присуждалась.

### Израиль
- Премия Израиля:
  - номинация «Литература на иврите» — Ханох Бартов;
  - номинация «Поэзия» — Арье Сиван.
- Литературная премия имени Бялика — Леа Айни, Шломит Коэн-Асиф, Мордехай Гельдман.
- Иерусалимская премия — не присуждалась.

### Испания
- Премия Сервантеса — Ана Мария Матуте.
- Премия принцессы Астурийской — Амин Маалуф[12].

### Норвегия
- Премия Ибсена — Кейт Пендри, «Erasmus Tyrannus Rex».
- Премия Браги:
  - почётная премия — Хербьёрг Вассму;
  - номинация «Беллетристика» — Гёуте Хейволл,  роман «Før jeg brenner ned»;
  - номинация «Детская литература» — Хильде Кристин Квалвог, «Fengsla».

### Россия
- Литературная премия «Большая книга»:
- Первая премия — Павел Басинский за исследование «Лев Толстой. Бегство из рая».
- Вторая премия — Александр Иличевский за роман «Перс».
- Третья премия — Виктор Пелевин за роман «t».
  - номинация «За вклад в литературу» — Антон Павлович Чехов[13].
- Литературная премия Александра Солженицына — академик, историк, археолог Валентин Янин, ««за выдающиеся археологические и исторические открытия, перевернувшие представления о нашей ранней истории и человеке Древней Руси»[14].
- «Национальный бестселлер» — Эдуард Кочергин, «Крещённые крестами».
- «Русский Букер» — Елене Колядиной, повесть «Цветочный крест»[15].
- Литературная премия «Поэт» — Сергей Гандлевский.
- Премия Ивана Петровича Белкина — Афанасий Мамедов, «У мента была собака»[16].
- Литературная премия «НОС» — Владимир Сорокин, «Метель (Сорокин)»[17].
- Независимая литературная премия «Дебют»:

1. «Крупная проза» — Ольга Римша за повесть «Тихая вода»;
2. «Малая проза» — Анна Гераскина за рассказ «Я тебя не слышу»;
3. «Поэзия» — Алексей Афонин за стихотворения из сборника «Вода и время»;
4. «Драматургия» — Мария Зелинская за пьесу «Слышишь?»;
5. «Эссеистика» — Татьяна Мазепина за эссе «Путешествие в сторону рая. В Египет по земле»[18].

- Негосударственная премия «Триумф» — Вячеслав Пьецух.
- Премия Андрея Белого:
  - номинация «Поэзия» — Сергей Стратановский;
  - номинация «Проза» — Анатолий Гаврилов;
  - номинация «Гуманитарные исследования» — Людмила Зубова;
  - номинация «Литературные проекты/Критика» — Сергей Кудрявцев, Евгений Кольчужкин.
- Литературная премия «Чаша круговая» — Юрий Казарин[19].
- Всероссийская премия имени Самуила Маршака:
  - номинация «Проза» — Игорь Смольников;
  - номинация «Поэзия» — Григорий Кружков[20].

### США
- Всемирная премия фэнтези за лучший роман —  Чайна Мьевиль, «Город и город» (англ. The City & the City).
- Всемирная премия фэнтези за лучшую повесть — Марго Лэнеган, «Sea-Hearts».
- Всемирная премия фэнтези за лучший рассказ — Карен Джой Фаулер, «The Pelican Bar».
- Премия Эдгара Аллана По:
  - номинация «за лучший роман» — Джон Харт, «Последний ребёнок» (англ. The Last Child);
  - номинация «за лучший первый роман» — Стефани Пинтофф, «В тени Готэма» (англ. In the Shadow of Gotham)[21][22].
- Пулитцеровская премия за художественную книгу — Пол Хардинг, «Россыпь» (англ. Tinkers)[23].
- Пулитцеровская премия за лучшую драму — Том Китт и Брайан Йорки, «Недалеко от нормы» (англ. Next to Normal)[24].
- Пулитцеровская премия за поэзию — Рае Армантроут, «Осведомлённый» (англ. Versed)[25].

### Франция
- Гонкуровская премия — Мишель Уэльбек, «Карта и территория» (фр. La carte et le territoire)[26].
- Премия Фемина —  Патрик Лапейр, «Долгая жизнь и бесконечное желание»;
  - премия «зарубежному автору» — Софи Оксанен, «Очищение» (фин. Puhdistus).
- Премия Фенеона — Полин Кляйн, роман «Alice Kahn».
- Премия Медичи — Мейлис де Керангаль, «Рождение моста» (фр. Naissance d'un pont);
  - номинация «за лучшее зарубежное произведение» — Дэвид Ванн, «Саккван-Айленд» (англ. Sukkwan Island);
  - номинация «за эссеистику» — Мишель Пастуро, «Цвет наших воспоминаний» (фр. La Couleur de nos souvenirs).
- Премия Ренодо — Виржини Депант, «Apocalypse bébé».

### Швеция
- Премия памяти Астрид Линдгрен — Китти Кроутер[27].
- Литературная премия Шведской академии — Пер Улов Энквист[28].

### Япония
- Литературная премия имени Номы — Киёко Мурата — «Отчий дом» (故郷のわが家).
- Премия имени Рюноскэ Акутагавы:
  - 2010а: Акико Акадзомэ — «Девичий донос» (乙女の密告);
  - 2010б: Марико Асабуки — «Кико и Товако» (きことわ) и Кэнта Нисимура — «Каторжный поезд» (苦役列車).
- Литературная премия имени Сэя Ито:
  - проза: не присуждалась.
  - критика:

1. Хидэо Такахаси, «Материнство. Топос современной японской литературы и музыки» (母なるもの―近代文学と音楽の場所);
2. Акио Миядзава, «Чтение, требующее времени — томность «Механизма» Ёкомицу Риити» (時間のかかる読書―横光利一『機械』を巡る素晴らしきぐずぐず).

- Премия имени Дзюнъитиро Танидзаки — Кадзусигэ Абэ — «Пистолеты» (ピストルズ).

## Книги
- «Хребет России» — литературно-художественный проект Алексея Иванова.

### Романы
- «Большая Книга Перемен» — Алексей Слаповский.
- «Дань саламандре». Петербургский роман» — Марина Палей.
- «Жизнь после жизни» — Александра Маринина.
- «Карта и территория» (фр. La carte et le territoire) — Мишель Уэльбек.
- «Ковбой» — Александр Бушков.
- «Лёгкая голова» — Ольга Славникова.
- «„Мария“, Мария…» — Борис Акунин, из цикла «Смерть на брудершафт».
- «Накопитель Радлова» — Сергей Главатских.
- «Непоседа» — Сергей Лукьяненко.
- «Обжора-Хохотун» — шестой роман Макса Фрая из серии «Хроники Ехо».
- «Обитаемая Гора»  — Сергей Новосёлов.
- «Перевернутые небеса» — Дмитрий Стахов.
- «Письмовник» — Михаил Шишкин.
- «Полёт шмеля» — Анатолий Курчаткин.
- «Предвестники табора» — Евгений Москвин.
- «Река времен. Ave Maria» — Вацлав Михальский, цикл романов.
- «Рождение мыши» — Юрий Домбровский.
- «Русский вагон» — Ольга Кучкина.
- «Сойка-пересмешница» (англ. Mockingjay) — Сьюзен Коллинз.
- «Спич»  — роман Николай Климонтович.
- «Табернакль» — Наталья Галкина.
- «Умирать не профессионально» — Леонид Жуховицкий.
- «Фейтфул-Плейс» («Ночь длиною в жизнь») — Тана Френч.
- «Фес» —  Глеб Шульпяков.
- «Хаосовершенство» — Вадим Панов, из цикла «Анклавы».
- «Человек−недоразумение» — Олег Лукошин.
- «Шалинский рейд» — Герман Садулаев.
- «Крепость сомнения» — Антон Уткин.

### Повести
- «Вась-Вась» — Сергей Шаргунов.
- «Каменная баба»  — повесть Илья Бояшов.
- «Метель» — Владимир Сорокин.
- «Ничего святого» — повесть Бориса Акунина, из цикла «Смерть на брудершафт».

### Малая проза
- «Ананасная вода для прекрасной дамы» — сборник рассказов Виктора Пелевина.
- «Интернационал дураков» — Александр Мелихов.
- «Паутина противостояния» — сборник рассказов Вадима Панова, шестнадцатый в цикле «Тайный Город»
- «Солнце бьёт в глаза» — Эльчина Гусейнбейли.

## Умершие писатели и сценаристы

### Январь
- 8 января — Пьеро де Бернарди, итальянский сценарист, 83 года.
- 9 января — Сергей Козлов, советский писатель-сказочник, поэт, 70 лет.
- 17 января — Эрик Сигал, американский писатель и сценарист, 72 года.
- 18 января — Владимир Карпов, русский советский писатель, публицист и общественный деятель, 87 лет.
- 19 января — Анатолий Уткин, советский и российский историк и политолог, писатель, 65 лет.
- 20 января — Авром Суцкевер, еврейский поэт и редактор, 96 лет.
- 22 января — Луиш Роману ди Мелу, кабо-вердианский поэт и писатель, писавший на португальском и креольском языках.
- 27 января:
  - Говард Зинн, американский историк, политолог, драматург и левый интеллектуал, активный участник многочисленных общественных антивоенных, антирасистских и правозащитных движений, 87 лет;
  - Джером Сэлинджер, американский писатель, 91 год.
- 29 января — Евгений Агранович, советский и российский кинодраматург, сценарист, поэт, прозаик, бард, художник, 91 год.
- 30 января — Лазарь Лазарев, российский литературный критик и литературовед, 86 лет.
- 31 января:
  - Кейдж Бейкер, американская писательница, 57 лет.
  - Томас Элой Мартинес, аргентинский писатель и журналист, 75 лет.

### Февраль
- 6 февраля — Александр Пеньковский, филолог-лингвист, исследователь творчества А. С. Пушкина, 82 года.
- 7 февраля — Уильям Тенн, американский писатель-фантаст, 89 лет.
- 9 февраля — Ромулус Бербулеску, румынский писатель-фантаст, 84 года.
- 11 февраля — Колин Уорд , британский писатель-анархист.
- 14 февраля — Дик Френсис, британский прозаик, автор биографических произведений и детективной литературы, 89 лет.

### Март
- 1 марта— Виктор Луферов, российский поэт, музыкант, бард, 64 года.
- 3 марта — Момчило Капор, сербский писатель и художник, 72 года.
- 11 марта — Елена Шварц, русская поэтесса, 61 год.
- 12 марта — Мигель Делибес , испанский писатель-прозаик, 89 лет.
- 13 марта — Жан Ферра, французский певец и поэт, 79 лет.
- 21 марта — Клавдия Фролова, советский и украинский литературовед и критик, 87 лет.
- 23 марта — Галина Щербакова, советская и российская писательница, сценарист, 77 лет.
- 25 марта — Дмитрий Горчев, российский писатель и художник, 46 лет.
- 29 марта — Георгий Косиков, советский и российский филолог, специалист по истории французской литературы и методологии гуманитарных наук, 65 лет.
- 30 марта— Кшиштоф Теодор Теплиц, польский фельетонист, публицист, кинокритик, сценарист, политический деятель, 77 лет.

### Апрель
- 20 апреля — Аркадий Бартов, русский писатель, 69 лет.
- 25 апреля — Алан Силлитоу, английский поэт и прозаик, 82 года.

### Май
- 7 мая — Соломон Апт, российский переводчик и филолог, 88 лет.
- 17 мая — Мухран Мачавариани, советский грузинский поэт, 81 год.
- 18 мая — Эдоардо Сангвинети, итальянский писатель, переводчик, поэт, профессор итальянской литературы Генуэзского университета, 79 лет.
- 22 мая — Мартин Гарднер, американский математик, писатель, популяризатор науки, 95 лет.
- 23 мая — Михаил Шатров, советский и российский драматург и сценарист, 78 лет.
- 28 мая — Ирина Гурова, советская и российская переводчица, 85 лет.

### Июнь
- 1 июня:

 — Владимир Быстров (род. 7 августа 1935) — чешский журналист, кинокритик, переводчик.
 — Андрей Андреевич Вознесенский (род. 12 мая 1933) — русский поэт (из плеяды шестидесятников), прозаик, художник, архитектор.
- 2 июня:

 — Элла Владимировна Брагинская (род. 1 января 1926) — советский и российский переводчик с испанского языка.
 — Эдуард Анатольевич Хруцкий (род. 15 мая 1933) — советский и российский писатель в жанре детектива, киносценарист.
- 5 июня — Григорий Александрович Корин (род. 15 марта 1926) — русский поэт.
- 10 июня:

 — Виктор Михайлович Георгиев (род. 8 января 1937) — советский кинорежиссёр и сценарист.
 — Фердинанд Леопольд Ойоно (род. 14 сентября 1929) — камерунский писатель и политик, министр иностранных дел Камеруна (1992—1997).
- 12 июня — Ежи Стефан Ставиньский (род. 1 июля 1921) — польский кинорежиссёр и сценарист.
- 14 июня — Хосе Рамон Медина, венесуэльский прозаик и поэт (род. 1919).
- 15 июня:

 — Юрий Герасимович Ильенко (род. 9 мая 1936) — украинский кинооператор, режиссёр, сценарист.
 — Наталия Никитична Толстая (род. 2 мая 1943) — русская писательница, преподаватель шведского языка при кафедре скандинавской филологии СПбГУ.
- 18 июня:

 — Богдан Богданович (род. 20 августа 1922) — югославский архитектор и эссеист.
 — Жозе Сарамагу (род. 16 ноября 1922) — португальский писатель и поэт, лауреат Нобелевской премии по литературе (1998).
- 21 июня — Владимир Павлович Гуркин (род. 13 сентября 1951) — русский актёр, драматург, сценарист.
- 24 июня — Павел Григорьевич Любимов (род. 7 сентября 1938) — советский и российский кинорежиссёр и сценарист.

### Июль
- 2 июля — Берил Маргарет Бейнбридж (род. 21 ноября 1932) — английская писательница.
- 13 июля — Аманда Беренгер, уругвайская поэтесса и писательница
- 14 июля:

 — Гюнтер Гёрлих (род. 6 января 1928) — немецкий (восточногерманский) писатель;
 — Юрий Дмитриевич Черниченко (род. 7 августа 1929) — русский писатель, прозаик, очеркист, общественный и политический деятель.
- 19 июля — Игорь Михайлович Добролюбов (род. 22 октября 1933) — белорусский советский кинорежиссёр, актёр, педагог и сценарист, народный артист Белорусской ССР (1985).
- 24 июля — Игорь Васильевич Таланкин (род. 3 октября 1927) — советский и российский режиссёр, сценарист. Народный артист СССР (1988).
- 28 июля — Исай Константинович Кузнецов (род. 30 ноября 1916) — российский драматург, сценарист, писатель, театральный актёр.

### Август
- 12 августа — Лоренс Гарднер (род. 17 мая 1943) — английский писатель, историк и специалист по генеалогии.
- 17 августа:

 — Фрэнк Кермоуд (род. 29 ноября 1919) — английский историк и теоретик литературы, литературный критик, эссеист.
 — Олесь Ульяненко (Александр Станиславович Ульянов; род. 8 мая 1962) — украинский писатель.
- 19 августа:

 — Юрий Фёдорович Греков (род. 16 апреля 1938) — русский писатель Молдавии.
 — Эфраим Севела (Ефим Евелевич Драбкин; род. 8 марта 1928) — русский писатель, сценарист и кинорежиссёр.
- 30 августа — Ален Корно (род. 7 августа 1943) — французский режиссёр, продюсер и сценарист.

### Сентябрь
- 7 сентября — Наум Лазаревич Лейдерман (род. 23 января 1939) — российский филолог-литературовед, учёный и педагог, специалист в русской литературе XX века.
- 12 сентября — Геннадий Андреевич Немчинов (род. 31 августа 1935) — русский писатель-прозаик.
- 14 сентября — Тулепберген Каипбергенович Каипбергенов (род. 7 мая 1929) — узбекский каракалпакский советский писатель.
- 19 сентября — Юрий Георгиевич Круглов (род. 15 июля 1944) — российский филолог, историк русской литературы.
- 23 сентября — Святослав Владимирович Сахарнов (род. 12 марта 1923) — детский писатель.
- 24 сентября — Ксения Георгиевна Богемская (род. 11 марта 1947) — российский искусствовед, художественный критик.
- 25 сентября — Юрий Владимирович Откупщиков (род. 29 апреля 1924) — советский и российский филолог, лингвист.

### Октябрь
- 1 октября:

 — Михаил Михайлович Рощин (род. 10 февраля 1933) — русский советский прозаик, драматург и сценарист.
 — Георгий Аркадьевич Арбатов (род. 19 мая 1923) — советский и российский учёный в области международных отношений, академик РАН; журналист и научный редактор.
- 5 октября — Бернар Клавель (род. 29 мая 1923) — французский писатель.
- 9 октября:

 — Валерий Павлович Берков (род. 11 августа 1929) — российский филолог-германист, специалист в области (древне)исландского и норвежского языков, лексикограф.
 — Александр Константинович Матвеев (род. 8 июля 1926) — российский языковед, член-корреспондент РАН.
- 14 октября — Георгий Александрович Капралов (род. 8 октября 1921) — советский и российский киновед, кинокритик и сценарист.
- 24 октября — Джозеф Стайн (род. 30 мая 1912) — американский драматург.
- 25 октября — Весна Парун (род. 10 апреля 1922) — хорватская поэтесса.
- 26 октября — Александр Тихонович Харчиков (род. 29 февраля 1936) — советский и российский писатель и поэт.
- 29 октября:

 — Евгений Всеволодович Головин (род. 26 августа 1938) — русский писатель, поэт, переводчик, литературовед, филолог.
 — Людвик Ежи Керн (род. 29 декабря 1920) — польский писатель.
- 30 октября — Харри Мюлиш (род. 29 июля 1927) — нидерландский писатель.

### Ноябрь
- 1 ноября — Диас Назихович Валеев (род. 1 июля 1938) — советский татарский писатель и драматург.
- 2 ноября — Батомунко Пурбуевич Пурбуев (род. 1 мая 1929) — бурятский писатель.
- 4 ноября — Адриан Пэунеску (род. 20 июля 1943) — румынский поэт.
- 6 ноября — Савва Иванович Тарасов (род. 25 апреля 1934) — народный поэт Республики Саха (Якутия).
- 7 ноября — Светлана Гайер (урожд. Светлана Михайловна Иванова; род. 26 апреля 1923) — литературный переводчик с русского на немецкий язык.
- 9 ноября:

 — Борис Борисович Вайль (род. 1939) — российский писатель-диссидент;
 — Эдуард Михайлович Кондратов (род. 23 июля 1933) — российский писатель и журналист.
- 20 ноября — Чалмерс Эшби Джонсон (род. 6 августа 1931) — американский писатель и почётный профессор Калифорнийского университета в Сан-Диего.
- 26 ноября — Палле Хулд, датский писатель, путешественник, киноактёр.
- 29 ноября — Белла Ахатовна Ахмадулина (род. 10 апреля 1937) — советский и российский поэт, писательница, переводчица, одна из крупнейших русских лирических поэтов второй половины XX века.

### Декабрь
- 2 декабря — Абдумалик Бахори (род. 22 марта 1927) — таджикский поэт, писатель и драматург; народный поэт Таджикистана.
- 5 декабря:

 — Евгений Валерианович Гропянов (род. 24 октября 1942) — книжный редактор, писатель, историк;
 — Хеда Марголиус Ковали (род. 15 сентября 1919) — чешская писательница и переводчица;
 — Константин Фёдорович Попович (род. 21 мая 1924) — академик Академии наук Молдовы, член Союза писателей Молдовы и Украины, член Союза журналистов РМ.
- 7 декабря — Леонид Андреевич Завальнюк (род. 20 октября 1931) — советский российский поэт и писатель.
- 9 декабря — Минель Иосифович Левин (род. 27 марта 1925) — русский прозаик, поэт, публицист; член Союза писателей СССР, России (1957), заслуженный работник культуры Таджикистана.
- 13 декабря:

 — Джуманияз Джаббаров (род. 25 ноября 1930) — народный поэт Узбекистана.
 — Сэм Хаимович Симкин (род. 9 декабря 1937) — российский поэт и переводчик с литовского и немецкого языков.
 — Иван Павлович Щеголихин (род. 1 апреля 1927) — народный писатель Казахстана.
- 15 декабря:

 — Жан Роллен (род. 3 ноября 1938) — французский режиссёр и сценарист фильмов ужасов, актёр и писатель.
 — Блейк Эдвардс (род. 26 июля 1922) — американский режиссёр и сценарист.
- 17 декабря — Густаво Эгурен (род. 1 января 1925) —  кубинский писатель.
- 18 декабря — Жаклин де Ромийи (род. 26 марта 1913) — французский филолог и историк-эллинист, крупнейший антиковед.
- 19 декабря:

 — Елена Евгеньевна Котвицкая (род. 30 января 1909) — советский поэт, писатель, переводчик.
 — Юрий Михайлович Шестаков (род. 13 января 1949) — российский поэт.
- 20 декабря — Пиримкул Кадыров (род. 26 октября 1928) — народный писатель Узбекистана.
- 21 декабря — Валериу Георгиевич Гажиу (род. 1 мая 1938) — советский молдавский режиссёр и сценарист, народный артист Молдовы (2010).
- 28 декабря — Владимир Аркадьевич Вардунас (род. 26 мая 1957) — российский кинодраматург.